# Octopus salutii
Espèce
Synonymes
- Octopus saluzzii Naef, 1923[1]
- Octopus saluzzii Vérany, 1840[1]

Statut de conservation UICN

 DD  : Données insuffisantes
Le Poulpe de Saluzzi, Octopus salutii, est une espèce d'octopodes de la famille des Octopodidae.

## Habitat et répartition
Cette espèce est présente dans les eaux de la mer Méditerranée (au large du Maroc, de l'Espagne et de la Grèce) et dans l'Atlantique.